# Boris Sapunkow
Boris Pietrowicz Sapunkow (ros. Борис Петрович Сапунков, ur. 21 grudnia 1916?/3 stycznia 1917 w Samarze, zm. 14 sierpnia 1981 w Kałuszu) – radziecki wojskowy, major, Bohater Związku Radzieckiego (1945).

## Życiorys
Urodził się w rodzinie robotniczej. Skończył 7 klas, później pracował jako frezer w fabryce maszyn rolniczych w Taszkencie. W 1938 został powołany do Armii Czerwonej, od 1941 uczestniczył w wojnie z Niemcami. W 1944 ukończył Charkowską Szkołę Wojsk Pancernych i został przyjęty do WKP(b). Jako dowódca czołgu T-34 3 batalionu czołgów 95 Brygady Pancernej 9 Korpusu Pancernego 33 Armii 1 Frontu Białoruskiego brał udział w walkach na terytorium Polski, w tym w rejonie Szydłowca i Opoczna 16 stycznia 1945, zadają wrogowi duże straty (podobno niszcząc do 10 czołgów i dział szturmowych). Brał również udział w forsowaniu Warty i osłanianiu forsowania jej przez jednostki z 95 Brygady Pancernej. Po wojnie kontynuował służbę w armii, w 1949 ukończył kursy doskonalenia kadry dowódczej, w 1957 został zwolniony do rezerwy w stopniu majora.

## Odznaczenia
- Złota Gwiazda Bohatera Związku Radzieckiego (27 lutego 1945)
- Order Lenina
- Order Wojny Ojczyźnianej II klasy
- Order Czerwonej Gwiazdy (dwukrotnie)

I medale.